# Barleeia sanjuanensis
Barleeia sanjuanensis är en snäckart som beskrevs av Bartsch 1920. Barleeia sanjuanensis ingår i släktet Barleeia och familjen Barleeiidae. Inga underarter finns listade i Catalogue of Life.